# Besson (Marke)

Logo der eingetragenen Bild-/Wortmarke

Besson war ein französischer Instrumentenbauer für Blechblasinstrumente. Heute ist Besson eine Marke der Buffet-Crampon-Gruppe ist. Bis zur Übernahme am 16. Januar 2006 gehörte Besson zum internationalen Konzern The Music Group.
Besondere Bedeutung kommt den Tuben und Euphonien zu, unter anderem, da Besson in diesem Bereich zu den wenigen Anbietern von Instrumenten mit Kompensationssystem zählt. Insbesondere bei den Euphonien gibt es daher für professionelle Musiker nur wenige Alternativen zu Besson-Instrumenten.

## Geschichte
Der Markenname geht auf den französischen Instrumentenbauer Gustave Auguste Besson zurück, der sich 1837 in Paris im Alter von 18 Jahren den Prototyp des modernen Kornetts patentieren ließ. Bis dahin verstand man unter einem Cornet à Piston ein mit Ventilen versehenes Posthorn. Da sich Bessons Instrument diesen Konstruktionen weit überlegen zeigte, wurde es in ganz Europa schnell populär, und Besson gründete seine eigene Manufaktur.
1857 übersiedelte Besson mit seinem Betrieb nach London, wo er ihn weiter ausbaute. Er gewann in der Folge einen bedeutenden Marktanteil in Großbritannien und exportierte in zahlreiche andere Länder einschließlich der USA. 1948 schloss sich die Firma Besson dem Konzern Boosey & Hawkes an, dessen Instrumentenbau-Tochtergesellschaften 2003 in The Music Group aufgingen.
Die Marke Besson gehört heute zum französischen Unternehmen Buffet Crampon.
Viele bekannte Blasmusiker spielen auf Besson Instrumenten. Auch im Nachwuchsbereich sind Bessons Blechblasinstrumente über lange Zeit sehr beliebt.

## Produktpiraterie
Seit geraumer Zeit finden sich auf Online-Auktionen und Flohmärkten viele minderwertige, größtenteils nicht spielbare Nachbildungen von Besson-Instrumenten, auch Saxophonen.